# 유엔 총회 결의 제3379호
유엔 총회 결의 제3379호는 1975년 11월 10일 채택되었으며, 찬성 72표, 반대 35표, 기권 32표로 "시온주의는 인종 차별 및 인종 차별의 한 형태이다"라고 결정하였다. 이 결의는 1991년 12월 16일 채택된 유엔 총회 결의 제46/86호에 의해 철회되었는데, 당시 찬성 111표, 반대 25표, 기권 13표를 얻었다. 제3379호 결의안에 대한 투표는 유엔 총회 결의 제3236호와 제3237호가 채택된 지 약 1년 후에 이루어졌다. 전자는 "팔레스타인 문제"를 인정하고 팔레스타인 해방기구 (PLO)를 국제 외교에 참여하도록 초청했으며, 후자는 팔레스타인 정치 지도자 야세르 아라파트의 "올리브 가지 연설" 이후 PLO를 비회원 총회 옵서버로 지정했다.
1963년 11월 10일 채택된 모든 형태의 인종 차별 철폐 선언의 맥락에서, 제3379호 결의는 이스라엘국의 민족 이데올로기를 공식적으로 비난했다. 이 결의는 아랍 연맹과 다수의 이슬람 국가들이 후원했으며, 주로 제2세계와 많은 아프리카 국가들의 찬성표에 의해 지지되었다. 1949년에 유엔 회원국이 된 이스라엘은 제3379호 결의에 반대 투표를 하고 이를 비난했으며, 주로 제1세계의 지지를 받았다.

## 배경

### 팔레스타인의 유대 민족주의
1920년 7월, 산레모 회의에서 팔레스타인에 대한 국제연맹 "A"급 위임통치가 영국에 할당되었다. 위임통치 문서의 서문에는 다음과 같이 선언되었다.
주요 연합국은 또한 위임통치국이 1917년 11월 2일 대영제국 정부가 처음 발표하고 해당 국가들이 채택한 밸푸어 선언을 팔레스타인에 유대인 민족 본거지를 설립하는 데 효력을 발휘할 책임이 있음을 동의하였으며, 팔레스타인 내 기존 비유대인 공동체의 시민적 및 종교적 권리나 다른 어떤 나라에서 유대인이 누리는 권리 및 정치적 지위에 해를 끼칠 어떠한 행위도 해서는 안 된다는 점이 명확히 이해된다. 

### 유엔 팔레스타인 분할안
1947년 11월 29일, 유엔 총회는 "팔레스타인의 미래 정부와 관련하여, 위임통치국인 영국과 유엔의 다른 모든 회원국들이 경제 연합을 포함한 분할 계획을 채택하고 이행할 것"을 권고하는 결의 제181호(II)를 채택했다. 이 계획은 영국 위임통치를 종료하고 팔레스타인을 "독립 아랍국과 유대국, 그리고 예루살렘 시에 대한 특별 국제 체제"로 분할하는 제안을 담고 있었다. 1948년 5월 14일, 팔레스타인에 대한 영국 위임통치가 만료되는 날, 유대인 인민 평의회는 텔아비브 박물관에 모여 에레츠 이스라엘에 유대 국가인 이스라엘국의 설립을 선언하는 선포문을 승인했다.
1949년 5월 11일, 이스라엘은 유엔 회원국으로 가입했다.

## 제3379호 결의안의 내용
제3379호 결의안의 전문은 다음과 같다.

3379 (XXX). 모든 형태의 인종 차별 철폐
총회는,
1963년 11월 20일의 결의 제1904호에서 유엔 모든 형태의 인종 차별 철폐 선언을 공포하고, 특히 "모든 인종적 차별 또는 우월주의의 교리는 과학적으로 거짓이며, 도덕적으로 비난받을 만하고, 사회적으로 불공정하고 위험하다"는 주장을 확인하며, "세계 일부 지역에서 여전히 명백하게 나타나고 있는 인종 차별의 징후, 그 중 일부는 특정 정부가 입법, 행정 또는 기타 조치를 통해 부과하는 것에 대한 경고를 표명하며,
또한, 1973년 12월 14일 결의 제3151 G호(XXVIII)에서 총회가 특히 남아프리카 공화국의 인종 차별과 시온주의 간의 불경한 동맹을 비난했음을 상기하며,
1975년 6월 19일부터 7월 2일까지 멕시코시티에서 개최된 국제 여성의 해 세계 회의에서 공포된 여성의 평등과 개발, 평화 증진에 대한 멕시코 선언 1975를 주목하며, "국제 협력과 평화는 민족 해방과 독립의 성취, 식민주의와 신식민주의의 제거, 외국 점령, 시온주의, 아파르트헤이트 및 모든 형태의 인종 차별뿐만 아니라 민족의 존엄성과 자결권의 인정을 요구한다"는 원칙을 선포하며,
또한, 1975년 7월 28일부터 8월 1일까지 캄팔라에서 개최된 아프리카 통일 기구 국가원수 및 정부수반 회의에서 채택된 결의 제77호(XII)를 주목하며, "점령된 팔레스타인의 인종 차별 정권과 짐바브웨 및 남아프리카 공화국의 인종 차별 정권은 공통의 제국주의적 기원을 가지며, 전체를 이루고 동일한 인종 차별 구조를 가지며 인간의 존엄성과 통합을 억압하려는 정책에서 유기적으로 연결되어 있다고 간주하며,
또한, 1975년 8월 25일부터 30일까지 리마에서 개최된 비동맹 국가 외무장관 회의에서 채택된 국제 평화 및 안보 강화와 비동맹 국가 간 연대 및 상호 지원 강화를 위한 정치 선언 및 전략을 주목하며, 이는 시온주의를 세계 평화와 안보에 대한 위협으로 가장 강력히 비난하고 모든 국가가 이 인종 차별적이고 제국주의적인 이념에 반대할 것을 촉구하며,
시온주의는 인종 차별 및 인종 차별의 한 형태임을 결정한다.

## 제3379호 결의안 투표
| 찬성 (72) 25개국 후원 | 기권 (32) | 반대 (35) |
| --- | --- | --- |
| \| 아프가니스탄 민주공화국 알바니아 알제리 바레인 방글라데시 브라질 불가리아 부룬디 벨로루시 소비에트 사회주의 공화국 카메룬 카보베르데 차드 중화인민공화국 틀:나라자료 콩고 인민공화국 쿠바 키프로스 체코슬로바키아 다호메이 공화국 남예멘 이집트 적도 기니 감비아 동독 그레나다 기니 기니비사우 가이아나 헝가리 인도 인도네시아 틀:나라자료 팔라비 제국 이라크 요르단 캄보디아 캄푸치아 쿠웨이트 라오스 왕국 레바논 \| 리비아 마다가스카르 말레이시아 몰디브 말리 몰타 모리타니 멕시코 몽골 모로코 모잠비크 니제르 나이지리아 오만 파키스탄 폴란드 포르투갈 카타르 르완다 상투메 프린시페 사우디아라비아 세네갈 소말리아 소련 스리랑카 수단 시리아 튀니지 튀르키예 우간다 우크라이나 소비에트 사회주의 공화국 아랍에미리트 탄자니아 예멘 유고슬라비아 \| | 아르헨티나 부탄 볼리비아 보츠와나 미얀마 버마 칠레 콜롬비아 에콰도르 에티오피아 가봉 가나 그리스 과테말라 자메이카 일본 케냐 레소토 모리셔스 네팔 왕국 파푸아뉴기니 파라과이 페루 필리핀 태국 토고 트리니다드 토바고 오트볼타 공화국 베네수엘라 자이르 잠비아                                                                  | 오스트레일리아 오스트리아 바하마 바베이도스 벨기에 캐나다 중앙아프리카 공화국 코스타리카 덴마크 도미니카 공화국 엘살바도르 피지 핀란드 프랑스 서독 아이티 온두라스 아이슬란드 아일랜드 이스라엘 이탈리아 코트디부아르 라이베리아 룩셈부르크 말라위 네덜란드 뉴질랜드 니카라과 노르웨이 파나마 에스와티니 스웨덴 영국 미국 우루과이 |
| 출처: 유엔 문헌 정보 시스템 | | |
| 아프가니스탄 민주공화국 알바니아 알제리 바레인 방글라데시 브라질 불가리아 부룬디 벨로루시 소비에트 사회주의 공화국 카메룬 카보베르데 차드 중화인민공화국 틀:나라자료 콩고 인민공화국 쿠바 키프로스 체코슬로바키아 다호메이 공화국 남예멘 이집트 적도 기니 감비아 동독 그레나다 기니 기니비사우 가이아나 헝가리 인도 인도네시아 틀:나라자료 팔라비 제국 이라크 요르단 캄보디아 캄푸치아 쿠웨이트 라오스 왕국 레바논 | 리비아 마다가스카르 말레이시아 몰디브 말리 몰타 모리타니 멕시코 몽골 모로코 모잠비크 니제르 나이지리아 오만 파키스탄 폴란드 포르투갈 카타르 르완다 상투메 프린시페 사우디아라비아 세네갈 소말리아 소련 스리랑카 수단 시리아 튀니지 튀르키예 우간다 우크라이나 소비에트 사회주의 공화국 아랍에미리트 탄자니아 예멘 유고슬라비아 | |

## 반응

### 이스라엘
1975년 11월 10일 같은 날 유엔 총회 연설에서 이스라엘 대사 하임 헤르초그는 다음과 같이 말했다.
"저는 우리 정부에서 봉사한 아랍 장관들, 의회의 아랍 부의장, 국경 및 경찰 방위군에서 자발적으로 봉사하며 종종 유대인 병사들을 지휘하는 아랍 장교들과 병사들, 매년 이스라엘 도시로 몰려드는 중동 전역의 수십만 명의 아랍인들, 의료 치료를 위해 이스라엘로 오는 중동 전역의 수천 명의 아랍인들, 발전해 온 평화로운 공존, 아랍어가 히브리어와 동등하게 이스라엘의 공식 언어라는 사실, 아랍인이 이스라엘에서 공직에 봉사하는 것이 자연스러운 만큼, 유대인이 아랍 국가에서 공직에 봉사하는 것, 심지어 많은 아랍 국가에 입국하는 것을 생각하는 것이 부조리하다는 사실을 자랑스럽게 지적할 수 있습니다. 이것이 인종 차별입니까? 그렇지 않습니다! 이것이... 시온주의입니다."

헤르초그는 결의안 사본을 들고 다음과 같은 말로 연설을 마쳤다. 
"우리 유대인들에게는 증오, 거짓, 오만함에 기반한 이 결의안은 어떠한 도덕적, 법적 가치도 없습니다. 우리 유대인들에게 이것은 한낱 종이 조각에 불과하며 우리는 그렇게 다룰 것입니다."

 연설을 마치면서 헤르초그는 결의안을 반으로 찢었다.
하이파, 예루살렘, 텔아비브의 "유엔 애비뉴" 이름은 유엔의 결정에 대한 반응으로 "시온주의 애비뉴"로 변경되었다.

### 미국
투표 전에 유엔 주재 미국 대사 대니얼 패트릭 모이니핸은 "유엔이 반유대주의를 국제법으로 만들려 한다"고 경고했다. 그는 결의안에 반대하는 연설을 했으며, "미국은 이 악명 높은 행위를 인정하지 않을 것이며, 준수하지 않을 것이며, 결코 묵인하지 않을 것입니다... 큰 악이 세상에 풀려났습니다"라는 유명한 대사를 포함했다.
미국 캠벨의 한 고등학생 집단이 제3379호 결의안에 반대하는 청원서에 지역 쇼핑센터에서 서명을 받으려 했다. 그 결과는 프루니야드 쇼핑센터 대 로빈스 (1980)라는 미국 대법원의 중요한 판결로 이어졌는데, 이는 쇼핑몰의 공공 장소로 간주되는 곳에서 언론의 자유 행사를 확대할 주정부의 권리를 지지하는 판결이었다.
멕시코가 이 결의안에 찬성표를 던지자 일부 미국 유대인들은 멕시코 관광 보이콧을 조직했다. 이는 멕시코 외무장관 에밀리오 오스카 라바사가 이스라엘을 방문한 후 종료되었다(라바사는 얼마 후 사임할 수밖에 없었다).

## 철회
1991년 12월 16일 채택된 유엔 총회 결의 제46/86호는 제3379호 결의에서 시온주의를 인종 차별의 한 형태로 규정한 것을 철회했다. 이스라엘은 이 철회를 1991년 마드리드 회담 참여의 조건으로 내세웠다. 제46/86호 결의안에 대한 투표는 걸프 전쟁 직후에 이루어졌으며, 88개국이 후원했는데, 여기에는 제1세계와 제2세계의 압도적 다수가 포함되었고, 주로 많은 아프리카 국가들의 지지를 받았다. 아랍 연맹, 대부분의 이슬람 국가들, 그리고 네 다른 국가(쿠바, 조선민주주의인민공화국, 스리랑카, 베트남)는 이에 반대 투표를 했다.
총체적으로, 제3379호 결의안을 철회하는 동의안은 찬성 111표, 반대 25표, 기권 13표를 얻었다.

### 미국의 동의안
제46/86호 결의안은 미국의 압력으로 제기되었으며, 미국 대통령 조지 H. W. 부시는 다음과 같은 성명과 함께 제3379호 결의안 철회 동의안을 직접 제안했다.
유엔 총회 결의 제3379호, 이른바 "시온주의는 인종 차별이다" 결의안은 이 약속과 유엔이 설립된 원칙들을 조롱하는 것입니다. 이제 저는 그 폐기를 요구합니다. 시온주의는 정책이 아닙니다. 그것은 유대 민족을 위한 고향, 즉 이스라엘국을 탄생시킨 이념입니다. 시온주의를 용납할 수 없는 인종 차별의 죄와 동일시하는 것은 역사를 왜곡하고 제2차 세계 대전과 실제로 역사 전반에 걸쳐 유대인들이 겪었던 끔찍한 고통을 잊게 하는 것입니다. 시온주의를 인종 차별과 동일시하는 것은 유엔의 건실한 회원국인 이스라엘 자체를 거부하는 것입니다.
이 기구는 평화를 추구한다고 주장하면서 동시에 이스라엘의 생존권에 도전할 수 없습니다. 이 결의안을 무조건적으로 폐기함으로써 유엔은 그 신뢰도를 높이고 평화의 대의에 기여할 것입니다.

### 제46/86호 결의안의 내용
철회 결의안의 전문은 단순히 다음과 같았다.
"총회는 1975년 11월 10일의 결의 제3379호(XXX)에 포함된 결정을 철회하기로 결정한다."

## 유산
2004년 6월 21일, 반유대주의 문제에 관한 첫 유엔 회의를 개회하면서 유엔 사무총장 코피 아난은 "반유대주의 문제에 대한 유엔의 행동이 항상 그 이상에 부합하지는 않았다. 총회가 1975년에 시온주의를 인종 차별과 동일시하는 결의안을 채택한 것은 유감스러운 일이며, 나중에 그 입장을 철회한 것을 환영한다"고 밝혔다.

## 같이 보기
- 아랍-이스라엘 분쟁
  - 반시온주의
  - 이스라엘과 아파르트헤이트의 유사점
  - 이스라엘과 나치 독일의 비교